# Spiel mit mir
Spiel mit mir (Originaltitel: Billy Rose’s Jumbo) ist ein US-amerikanisches Filmmusical von Charles Walters aus dem Jahr 1962 mit Doris Day, Stephen Boyd, Jimmy Durante und Martha Raye in den Hauptrollen. Es handelt sich um die Verfilmung der Musical-Zirkus-Revue Jumbo (1935) mit der Musik von Richard Rodgers und den Liedtexten von Lorenz Hart basierend auf dem Buch von Ben Hecht und Charles MacArthur.

## Handlung
Der „Wonder Circus“ macht Halt in einer amerikanischen Provinzstadt. Hauptattraktion ist der Elefant Jumbo, der mit dem Horn ein Lied spielen kann und mit Zylinder Kunststücke in der Manege vollführt. Der Zirkus steht jedoch kurz vor der Pleite, weil sein Besitzer, der alte Pop Wonder, immer wieder die Einnahmen der Kasse beim Würfeln verspielt. Pops Tochter Kitty kann nach einer Probe die Gläubiger im Hinblick auf die ausverkaufte Vorstellung gerade noch vertrösten. Doch auch die Artisten und Musiker warten auf ihren Lohn. Immer mehr von ihnen wollen sich einem anderen Zirkus anschließen.
Ein junger Mann namens Sam Rawlins, der Kitty vergeblich um ein Engagement als Artist gebeten hat, springt während der umjubelten Vorstellung verkleidet für den Seilartisten Mantino ein, nachdem dieser sich heimlich aus dem Staub gemacht hat. Pop stellt Sam umgehend ein. Um den Kapellmeister Harry und seine Frau Tina davon abzuhalten, den Zirkus ebenfalls zu verlassen, will Kitty ihren Lohn mit dem Geld aus den Einnahmen bezahlen. Pop ist jedoch mit den 800 Dollar aus der Kasse in die Stadt gegangen. Kitty eilt ihm nach und findet ihn mit Sam beim Würfelspielen in einer Kneipe. 50 Dollar hat Pop nur noch übrig. Kitty gelingt es, die 800 Dollar beim Würfeln zurückzugewinnen. Auf dem Rückweg zum Zirkus erfährt sie von Sam, dass sie nur dank seiner gezinkten Würfel gewonnen hat.
Weil mit der Entlohnung der Zirkusleute das Geld aufgebraucht ist, können Pop und Kitty die mit einem Pfändungsbefehl erscheinenden Gläubiger wieder nicht bezahlen. Nur ein vorgetäuschter Tobsuchtsanfall von Elefant Jumbo kann sie diesmal vertreiben. Die Zirkusleute packen ihre Sachen, und der Zirkus zieht heimlich weiter, ohne seine Rechnungen beglichen zu haben. Wie sich jedoch herausstellt, hat Sam im Auftrag seines Vaters John Noble die Gläubiger heimlich ausbezahlt. Noble, ein vermögender Mann der Zirkusbranche, ist entschlossen, den spektakulärsten Zirkus aller Zeiten aufzubauen, und will dafür unbedingt Jumbo haben. Da Pop Jumbo nicht verkaufen will, versucht Noble, mit den Quittungen der Gläubiger den gesamten Wonder Circus in seinen Besitz zu bringen.
Kitty fühlt sich derweil immer mehr zu Sam hingezogen. Sam, der sich auch am Zeltaufbau beteiligt, weicht ihr jedoch immer wieder aus und gibt sich abweisend, was Kitty zunehmend frustriert. Lulu, die Wahrsagerin, ist ebenfalls frustriert. Sie ist seit 14 Jahren mit Pop verlobt und hat die Hoffnung auf Heirat schon fast aufgegeben. Dennoch lässt sie sich von Pop überreden, sich für eine neue Solonummer aus einer Kanone schießen zu lassen, was prompt misslingt. Durch ein starkes Unwetter droht während der Vorstellung das Zelt einzustürzen. Sam kommt Kitty zu Hilfe, um sie aus luftiger Höhe in Sicherheit zu bringen. Pop, der eingeklemmt unter einem Zeltmast liegt und glaubt, sterben zu müssen, bedauert es, Lulu nicht geheiratet zu haben. Jumbo befreit den unversehrten Pop und Lulu sieht endlich die Chance auf Heirat gekommen. Kitty und Sam kommen sich im Mondlicht näher und beschließen ebenfalls zu heiraten. Sam will jedoch erst mit seinem Vater sprechen, um die Zirkusübernahme abzublasen, und reist noch in der Nacht ab.
Als Pop und Lulu sich das Ja-Wort geben wollen, erscheint John Noble mit Schuldscheinen im Wert von 30.000 Dollar und einer Übergabeverfügung. Vor den Zirkusleuten gibt Pop vor, den Zirkus an Noble verkauft zu haben. Sein Plan, Jumbo in einem Keller zu verstecken, geht schief. Schweren Herzens müssen sich Pop, Kitty und Lulu auch von Jumbo trennen. Zu dritt fangen sie neu an und ziehen mit kleinen Zirkustricks von Ort zu Ort. Sam, der sich von seinem Vater abgewendet hat und sich schuldig fühlt, schließt sich ihnen an und hat auch Jumbo mitgebracht. Gemeinsam stellen sie eine neue erfolgreiche Show zusammen. Im Hochzeitskleid tanzen Kitty und Lulu mit Sam und Pop, und Jumbo trötet triumphierend.

## Hintergrund
MGM hatte bereits in den 1940er Jahren für etwa 100.000 Dollar die Filmrechte an der 1935 von Billy Rose produzierten Broadway-Extravaganza Jumbo erworben. Seinerzeit sollte Arthur Freed den Film produzieren. Wallace Beery, Frank Morgan und Mickey Rooney waren neben Jimmy Durante, der in Jumbo am Broadway aufgetreten war, als Darsteller im Gespräch. Später wurden auch Frank Sinatra und Kathryn Grayson als Hauptdarsteller gehandelt und Ende 1945 Rouben Mamoulian als möglicher Regisseur genannt. 1952 hieß es, der Film werde mit Red Skelton, Donald O’Connor und Debbie Reynolds verfilmt.
Es dauerte weitere zehn Jahre, bis der Film schließlich gedreht wurde. Als Szenenbildner kamen dabei E. Preston Ames und George W. Davis zum Einsatz. Für die Ausstattung sorgten Henry Grace und Hugh Hunt. Die Kostüme entwarf Morton Haack. Regisseur Charles Walters und Doris Day hatten zuvor bereits die Filmkomödie Meisterschaft im Seitensprung (1960) gemeinsam gedreht. Mit Ausnahme eines Cameo-Auftritts in Eine total, total verrückte Welt (1963) war Spiel mit mir für Jimmy Durante der letzte Leinwandauftritt. Es war zudem der letzte Film, an dem der für seine aufwändig inszenierten Show- und Tanznummern berühmte Busby Berkeley als Choreograph mitwirkte. Für Doris Day, seinerzeit die Nummer eins an der US-amerikanischen Kinokasse, sollte der Film wiederum einer ihrer wenigen Flops während der 1960er Jahre werden.
Der Film wurde am 6. Dezember 1962 in New York City uraufgeführt und kam am 21. Dezember 1962 auch in die deutschen Kinos. In Österreich lief er im Juli 1963 an. Im Jahr 2005 erschien er in Deutschland auf DVD.

## Musik- und Shownummern
- Over and Over Again (Richard Rodgers/Lorenz Hart) – gesungen von Doris Day und Chor
- Circus on Parade (Rodgers/Hart) – gesungen vom Chor, Jimmy Durante, Martha Raye und Doris Day
- Why Can’t I? (Rodgers/Hart) – gesungen von Doris Day und Martha Raye
- This Can’t Be Love (Rodgers/Hart) – gesungen von Doris Day und später vorgetragen von Stephen Boyd (synchronisiert), Doris Day, Jimmy Durante und Martha Raye
- The Most Beautiful Girl in the World (Rodgers/Hart) – vorgetragen von Stephen Boyd (synchronisiert) und später gesungen von Jimmy Durante
- My Romance (Rodgers/Hart) – gesungen von Doris Day
- Little Girl Blue (Rodgers/Hart) – gesungen von Doris Day
- Sawdust and Spangles and Dreams (Rodgers/Roger Edens) – vorgetragen von Stephen Boyd (synchronisiert), Doris Day, Jimmy Durante und Martha Raye

## Kritiken
Das Lexikon des internationalen Films attestierte dem Film „schöne Tanzszenen“, aber auch „eine naive Geschichte“ und „viel Sentimentalität“. Der Filmkritiker Leonard Maltin fand den Zirkusfilm einigermaßen gut. Er sei am besten während der Songs von Rodgers und Hart und zudem gut von Busby Berkeley choreographiert. Jimmy Durante und Martha Raye seien „fabelhaft“.

## Auszeichnungen
Der Film war 1963 in der Kategorie Beste adaptierte Filmmusik (George E. Stoll) für den Oscar nominiert. Ebenfalls 1963 war er auch für den Golden Globe in den Kategorien Bester Film – Musical, Beste Darstellerin – Musical oder Komödie (Doris Day), Bester Darsteller – Musical oder Komödie (Stephen Boyd und Jimmy Durante) und Beste Nebendarstellerin (Martha Raye) nominiert. Sidney Sheldon erhielt für sein Drehbuch eine Nominierung für den Writers Guild of America Award.

## Deutsche Fassungen
Die deutsche Synchronfassung entstand 1962 im MGM-Synchronisations-Atelier in Berlin. Die Songs Why Can’t I?, My Romance und Little Girl Blue sind in einer späteren um etwa 16 Minuten gekürzten Fernsehfassung nicht enthalten.
| Rolle                | Darsteller    | Synchronsprecher |
| -------------------- | ------------- | ---------------- |
| Kitty Wonder         | Doris Day     | Edith Schneider  |
| Sam Rawlins          | Stephen Boyd  | Jürgen Goslar    |
| Anthony „Pop“ Wonder | Jimmy Durante | Alfred Balthoff  |